# ニーデルブロン＝レ＝バン
ニーデルブロン＝レ＝バン （Niederbronn-les-Bains）は、フランス、グラン・テスト地域圏、バ＝ラン県のコミューン。
コミューンはヴォージュ北部自然公園の一部である。ニーデルブロン＝レ＝バンはスパのまちであり、多くの観光客や湯治客を迎え入れている。

## 歴史
最初に人が定住したのはおそらく先史時代、ケルト人の時代の頃となる。ヴィンテルスベール山地の集落跡には、神に捧げた碑文が見つかっているからである。
1世紀からキリスト教が伝播する4世紀にかけ、充実した温泉施設を備えたローマ都市としての支配を受けていたことが、継続して行われた発掘作業で判明している。温泉の存在がローマ人による1世紀から都市の構築を促したのである。ローマ人の浴場は、温泉の源を調査中に同時に見つかったローマ硬貨数百枚で明らかなように、5世紀の蛮族侵攻時に重要な経験をしている。グラン・ヴィンテルスベール山のジジャンベールのオッピドゥムでわかるように、ケルト系のトリボシ族がこの地にいた。
第8軍団アウグスタの兵士約90人がアルゲントラトゥム（ストラスブール）に駐留し、ファルケンスタンバシュ谷を監視する任務についていた。ローマ人はメルクリウス神殿も建てていた。ローマ人の定住地は、フン族侵攻を受けおそらく451年以降に放棄された。
ニーデルブロンは16世紀終わりに繁栄の時代を経験している。ハーナウ・リヒテンベルク伯フィリップ5世は浴場を建設し、水源を引いて最初の水質分析を行った。
同じ頃アルザスに宗教改革が及び、19世紀終わりまでニーデルブロンのカトリック教徒も新教徒も同じ教会内で宗教行事を行っていた。三十年戦争は悲劇をもたらし、都市も温泉も破壊され尽くした。
1871年から1918年まで、ニーデルブロンはドイツ帝国に併合され、バート・ニーダーブロン（Bad Niederbronn）と改名されていた。

## 人口統計
| 1962年 | 1968年 | 1975年 | 1982年 | 1990年 | 1999年 | 2008年 |
| ------ | ------ | ------ | ------ | ------ | ------ | ------ |
| 4060   | 4401   | 4455   | 4446   | 4372   | 4319   | 4402   |

参照元:INSEE

## 出身者
- エリザベート・エパンジェ（fr） - トレ・サン・ソヴール修道会創設者。
- フランソワ・ルイ・フレック（fr） - メス司教
- レミ・ブリッカ（fr） - ミュージシャン